# 엔도 요시타카 (센고쿠 시대)
엔도 요시타카(일본어: 遠藤慶隆, 덴분 19년(1550년) ~ 간에이 9년 음력 3월 21일(1632년 5월 10일))는 센고쿠 시대부터 에도 시대 전기까지의 무장, 다이묘이다. 미노국의 고쿠진으로 구조군(기후현 구조시) 하치만성주와 미노 하치만번 초대 번주를 지냈다. 미카미번 엔도가 시조.

## 생애
엔도 모리카즈의 장남으로 기고시성에서 태어났다. 미노 엔도씨는 지바씨 일족인 도씨의 서류이지만, 게이타카의 아버지 모리카즈는 시아버지인 종가 당주 히가시 조케이를 쓰러뜨리고 도씨를 멸망시키고 하치만성주가 되었다. 모리카즈는 미노의 센고쿠 다이묘 사이토씨에게 복종하고, 사이토 요시타쓰(斎藤義龍), 사이토 다쓰오키(斎藤龍興) 밑에서 미노를 침공한 오와리국의 오다 노부나가와 싸우지만, 에이로쿠 5년(1562년)에 사망하고, 요시타카(慶隆)는 13살에 가독을 잇게 되었다. 어린 당주를 걱정한 요시타카의 노신들은 모리카즈의 미망인(요시타카의 어머니)을 사이토씨 중신으로 세키 성주인 나가이 미치토시와 재혼시켜 미치토시가 요시타카의 후견인이 되었다. 그 후, 요시타카는 역시 사이토씨 중신이자 기타가타 성주인 안도 모리나리의 딸을 아내로 두었다.
에이로쿠 7년(1564년), 요시타카는 동생 요시타네와 함께 이노쿠치(현 기후시)의 나가이저택에 거주하고 있었지만, 다케나카 시게하루가 이나바성을 탈취했기 때문에 야마가타군 후카세고로 피난했다. 그 기회를 틈타 기코시성(현 구조시 야마토초)의 주인 엔도 다네토시(요시타카의 사촌)가 야와타성을 탈취하고, 요시타카 형제의 암살을 기도했지만, 요시타카는 가유카와 진에몬과 에모토리 로쿠에몬에게 구출되어, 가리야스의 쓰루오성(현 구조시 미나미초)에 들어섰다. 다음해인 에이로쿠 8년(1564년)에 미치토시의 원군을 얻자, 다네토시가 화목을 제의했고, 요시타카는 하치만성을 반환받아 성주로 복귀했다.
에이로쿠 10년(1567년) 9월, 이나바성이 떨어지고 사이토씨가 멸망하자 구조에서는 와시미 야헤이지와 벳푸 시로가 역모하여 시도의 사이쇼지에 군사를 모아 하치만성을 떨어뜨리려 했으나, 사전에 알아차린 요시타카는 이를 공격하고 주모자는 히다에 패주했다. 그 해 같은 달쯤으로 보이지만 요시타카는 노부나가에 속하고 구조 군내의 본령을 안도받았다. 또한 나가이 미치토시는 이나바 산성 함락 때 전사했기 때문에, 그의 아내였던 요시타카의 어머니는 교뇨에게 귀의하고 조요인샤쿠니유슌이란 법명을 얻어 구조의 토야에 초암을 짓고 전 남편 모리카즈의 고인의 명복을 빌었다는 소견도 있다.

### 구조번 초대 번주
도쿠가와 이에야스가 에도 막부를 열자, 구조번이 성립하고, 요시타카는 그 초대 번주가 되어 다음 요시토시 대까지 성주격으로 대우받았다.
게이초 6년(1601년)의 젠쇼성을 시작으로 천하보청(天下普請)에 동원된다. 다음 7년(1602년)에는 나가오무라 긴잔(長尾村銀山)을 영유한다. 또 게이초 6년(1601년) 봄부터 8년(1603년) 가을에 걸쳐 구조성(郡上城)을 개수했다. 동년 9년(1604년)에, 종5위하 다지마노카미(但馬守)에 임관했다.
게이초 14년(1609년) 11월 호키 요나고 성주 나카무라 가즈타다가 계사 없이 별세하자, 동번에 머물도록 명령을 받아 60일간 체재한 후 귀국했다. 동년 18년(1613년)에는 막부의 명에 따라 처자를 구조에서 에도로 이주시켰다.
게이초 19년(1614년), 오사카 겨울 전투(大坂冬の陣)에서는 적자 요시카쓰와 함께 히라카타에 포진하여 구라카리고개를 수비했다. 그러나 이듬해(1615년) 2월 12일, 요시카쓰는 교토 야나기의 마장에서 병사했다. 같은 해의 오사카 여름 전투(大坂夏の陣)에서 요시타카는 야마시로쿠니 하치만에 포진해 혼다 야스노리(本多康紀), 혼다 야스토시(本多康俊)와 함께 다시 라카리고개를 수비한 후 마쓰바라에 재진하고 5월 6일에 야마토강으로 나아가 다음날인 7일에는 오카야마구치에서 다마쓰쿠리 구치로 쳐들어가 성안에 불을 질러 퇴진하고(덴노지 오카야마 전투), 그 전공에 따라 8일에는 니조성에서 이에야스로부터 황금 20장을 받았다.
겐나 3년(1617년), 가나모리 아리시게(金森可重)가 아직 에도로 처자를 보내지 않은 것과 관련하여 도쿠가와 히데타다의 명으로 영지 다카야마로 가서 교섭하였다. 간에이 연간(1624년 ~ 1643년)에는 참근 교대의 도중 총 5정을 휴대할 수 있는 종신의 은전을 주었는데, 이는 입총 출녀의 경계 하에 막부 신임이 두터웠음을 알 수 있다.
간에이 9년(1632년) 2대 쇼군 도쿠가와 히데타다가 세상을 떠난 것을 계기로 출가해 단재라는 호를 일컬었지만 두 달 뒤 에도에서 별세했다. 향년 83세. 친자 요시카쓰 병몰(病没) 후 양자가 된 요시토시가 뒤를 이었다.